# Чёрное (Тюменская область)
Чёрное — село в Вагайском районе Тюменской области. Административный центр Черноковского сельского поселения.

## География
Село находится на берегу рек Чёрная и Вагай.

### Часовой пояс
Село Чёрное, как и вся Тюменская область, находится в часовой зоне МСК+2. Смещение применяемого времени относительно UTC составляет +5:00.

## Население
| 2010 |
| ---- |
| 1013 |

## Улицы
| - ул. Береговая, - ул. Библиотечная, - ул. Еланская, - ул. Зелёная, - ул. Лесная, | - ул. Луговая, - пер. Мелиораторов, - ул. Мелиораторов, - ул. Молодёжная, - ул. Мосеевой, | - ул. Новая, - ул. Полевая, - ул. Совхозная, - ул. Строительная, - ул. Школьная. |

## Инфраструктура
В селе функционируют средняя общеобразовательная школа, детский сад, дом культуры, библиотека.

## Достопримечательности
В селе находится Храм во Имя Святой Троицы.